# Зензубель

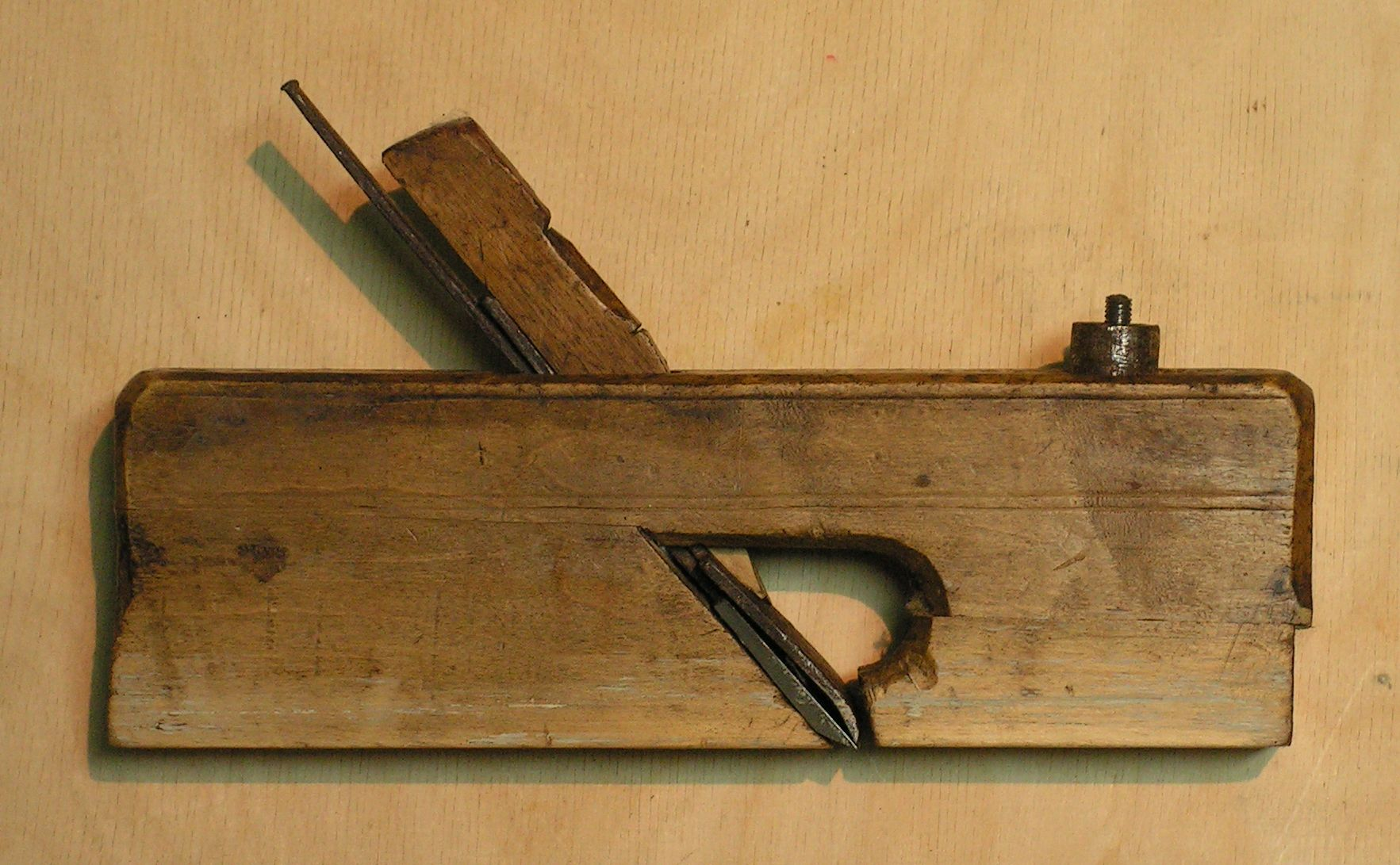
Зензубель

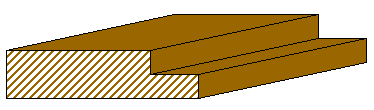
Фальц на доске

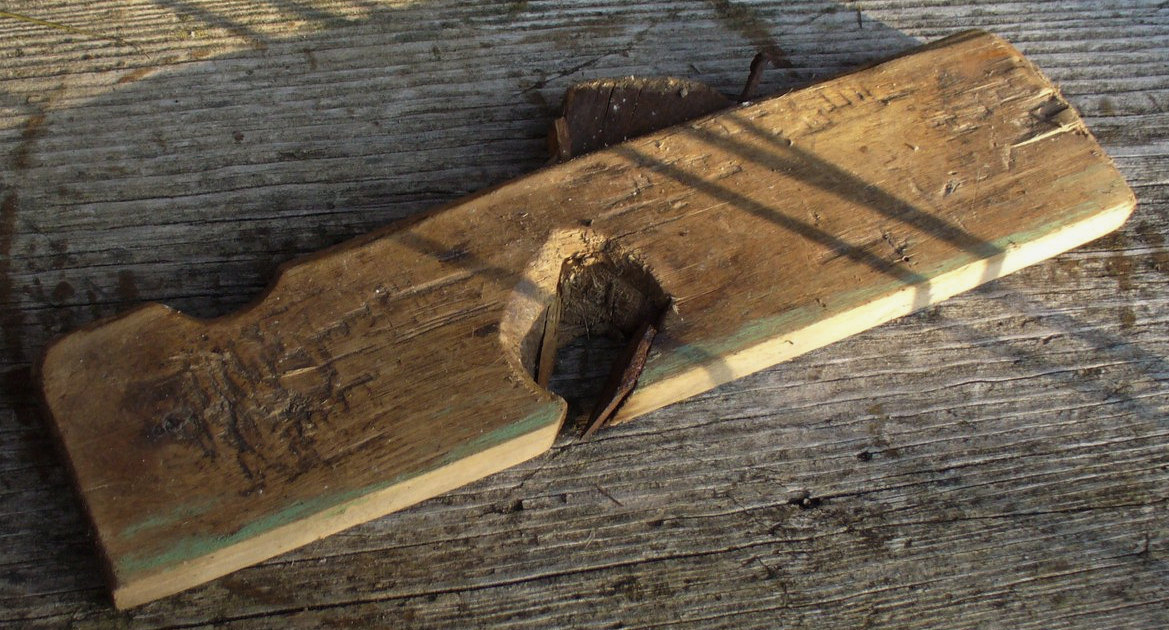
Зензубель с железкой (резцом), установленной под углом

Зензу́бель (нем. Simshobel) — столярный и плотницкий инструмент, разновидность рубанка. Русское название — «отборник». Предназначен для чистовой обработки прямоугольных срезов, фальцев, четвертей на досках, брусках, рейках.
Начерно фальцы формируют фальцгобелем (фальцгебелем).
Фальцгобель отличается от зензубеля наличием бокового упора, который позволяет отбирать ровные фальцы относительно кромки заготовки.
Другое название - плечевой рубанок - раскрывает основную функцию: выравнивание заплечиков в шиповых соединениях.
Резец (железка) зензубеля может быть установлен под прямым углом к колодке.
При работе зензубелем сначала на заготовке рейсмусом размечается размер четверти, а затем, осторожно ведя зензубель вдоль линии, снимают первые стружки до получения небольшого уступа. После этого работать можно более уверенно и быстро. По этой причине зензубель используется обычно для чистовой обработки, а саму четверть выбирают фальцгебелем.